# RAF Mount Pleasant
La RAF (Royal Air Force) Mont Plaisant (en anglais : RAF Mount Pleasant, aussi appelé Aéroport du Mont Plaisant, Complexe du Mont Plaisant ou MPA (Mount Pleasant Airport)) est une base aérienne de l'armée de l'air britannique, située dans le territoire britannique d'outre-mer des Îles Malouines. Elle a pour devise « Defend the right » (défendre le juste), en référence à la devise de l'archipel : Desire the right (désirer le juste). Elle est une composante des Forces britanniques des îles de l'Atlantique sud (British Forces South Atlantic Islands). Entre 1 000 et 2 000 militaires occupent la base, située à quarante-huit kilomètres au sud-ouest de Port Stanley, la capitale de l'archipel, sur la Malouine orientale.
La base est ouverte par le prince Andrew le 12 mai 1985 et elle devient pleinement opérationnelle l'année suivante. Sa construction répond à l'objectif des Britanniques de renforcer la défense de l'archipel à la suite de la guerre des Malouines contre l'Argentine, qui tente d'envahir le territoire en 1982. Elle remplace les vieilles installations de la RAF à l'aéroport de Port Stanley.

## Situation
| \| 20 km1:2 678 000 \| RAF · Mount Pleasant Port · Stanley |
| 20 km1:2 678 000                                           |

## Histoire
La base de Mount Pleasant est la plus récente de la RAF construit au XXe Siècle. Précédemment, l'armée de l'air britannique disposait d'une petite piste d'atterrissage à l'aéroport de Stanley. Au cours de la guerre des Malouines, au moment où les forces argentines occupaient les îles, les avions britanniques furent chargés de rendre inutilisable la piste avec des frappes conduites par des Avro Vulcan (opération Black Buck) et des Sea Harriers de la Royal Navy. Ces raids sont d'une efficacité modérée. Lors de la première sortie dans le cadre de cette mission, une bombe de 450 kilogrammes frappe la piste en son centre, la rendant inutilisable. Toutefois, des réparations temporaires menées par les Argentins permettent aux avions de transport Lockheed C-130 Hercules d'apporter du ravitaillement et de rapatrier les blessés jusqu'à la fin du conflit. Par la suite, les ingénieurs britanniques rendent la piste de nouveau complètement opérationnelle.

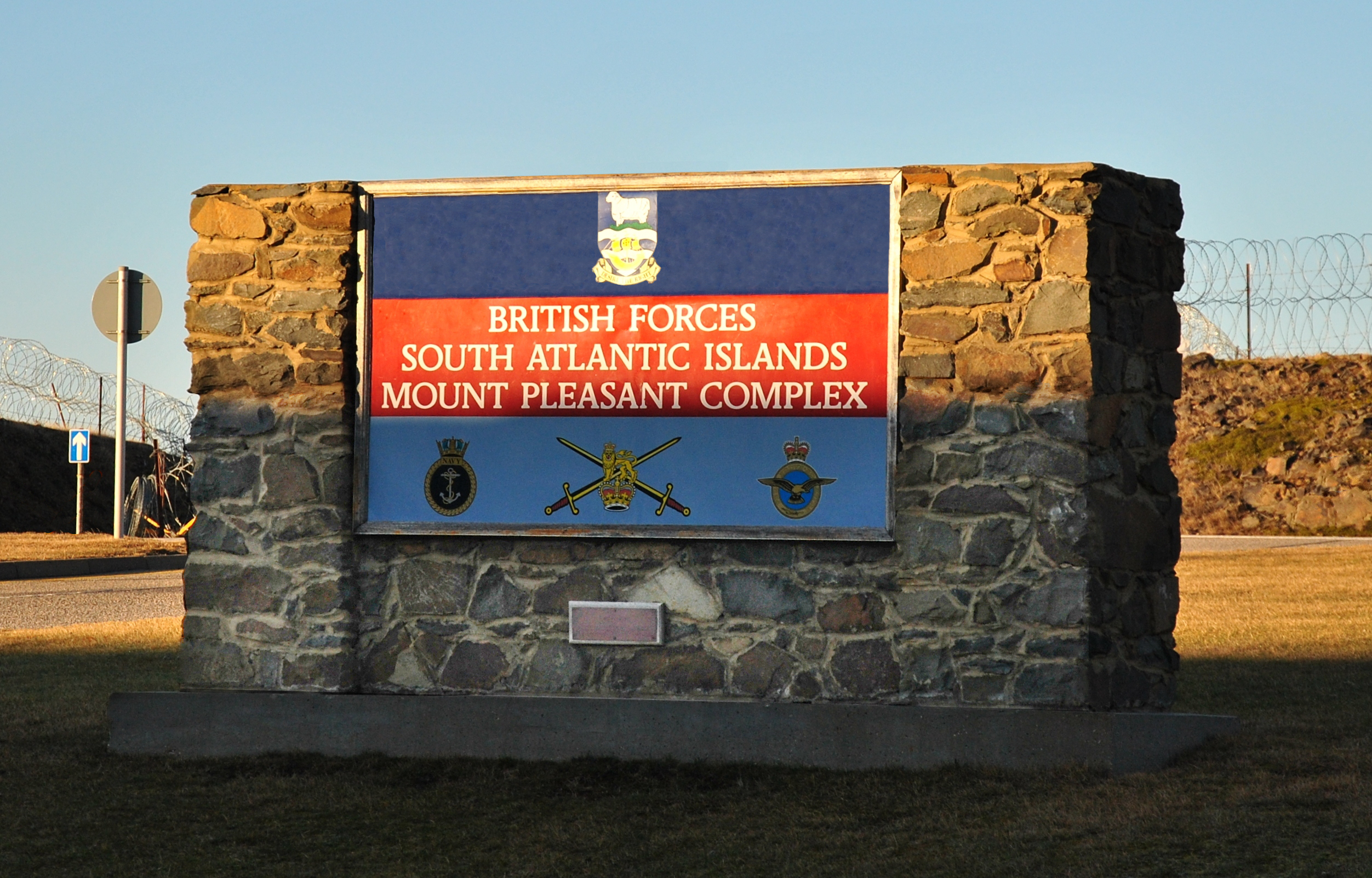
La base aérienne est un complexe interarmée comme indiqué ici en 2012.

Après la capitulation des forces argentines sur l'archipel, les Britanniques doivent toujours faire face au risque d'attaques aériennes depuis l'Argentine. De ce fait, un porte-avions doit stationner à proximité de l'île pour assurer sa protection avec une escadrille de Sea Harriers, jusqu'à ce que l'aéroport local soit mis en état pour accueillir des avions de chasse. Le HMS Hermes (R12) est le premier à patrouiller dans les eaux de l'archipel, tandis que le HMS Invincible (R05) se dirige vers le nord pour effectuer des réparations, avant de relever l'Hermes qui doit revenir au Royaume-Uni pour nettoyer ses réservoirs. Par la suite, c'est le HMS Illustrious (R06), récemment mis en service, qui assure la protection des Malouines.
Une fois que l'aéroport de Port Stanley est prêt pour accueillir des avions de chasse, la No. 1435 Flight RAF (en) est reformé avec des Hawker Siddeley Harrier GR.3 qui sont basés sur place entre 1983 et mai 1985 avant une mise en sommeil temporaire
Le gouvernement britannique s'aperçoit rapidement que l'aéroport de Stanley n'est pas la meilleure option pour une base importante et permanente. Il décide alors de construire une nouvelle base aérienne et d'en faire la clé de voûte de la défense aérienne renforcée des îles Malouines mais aussi de la Géorgie du Sud et des Sandwich du Sud. Les Britanniques espèrent dissuader toute nouvelle tentative des Argentins de s'emparer de ces îles par la force. Le site de Mount Pleasant est choisi comme implantation pour la nouvelle base et la construction, qui constitue un défi important car il faut acheminer tous les matériaux de construction, est effectuée par l'entreprise Laing-Mowlem ARC. C'est le prince Andrew, qui a servi lors de la guerre des Malouines, qui inaugure la base le 12 mai 1985 et elle est pleinement opérationnelle l'année suivante.

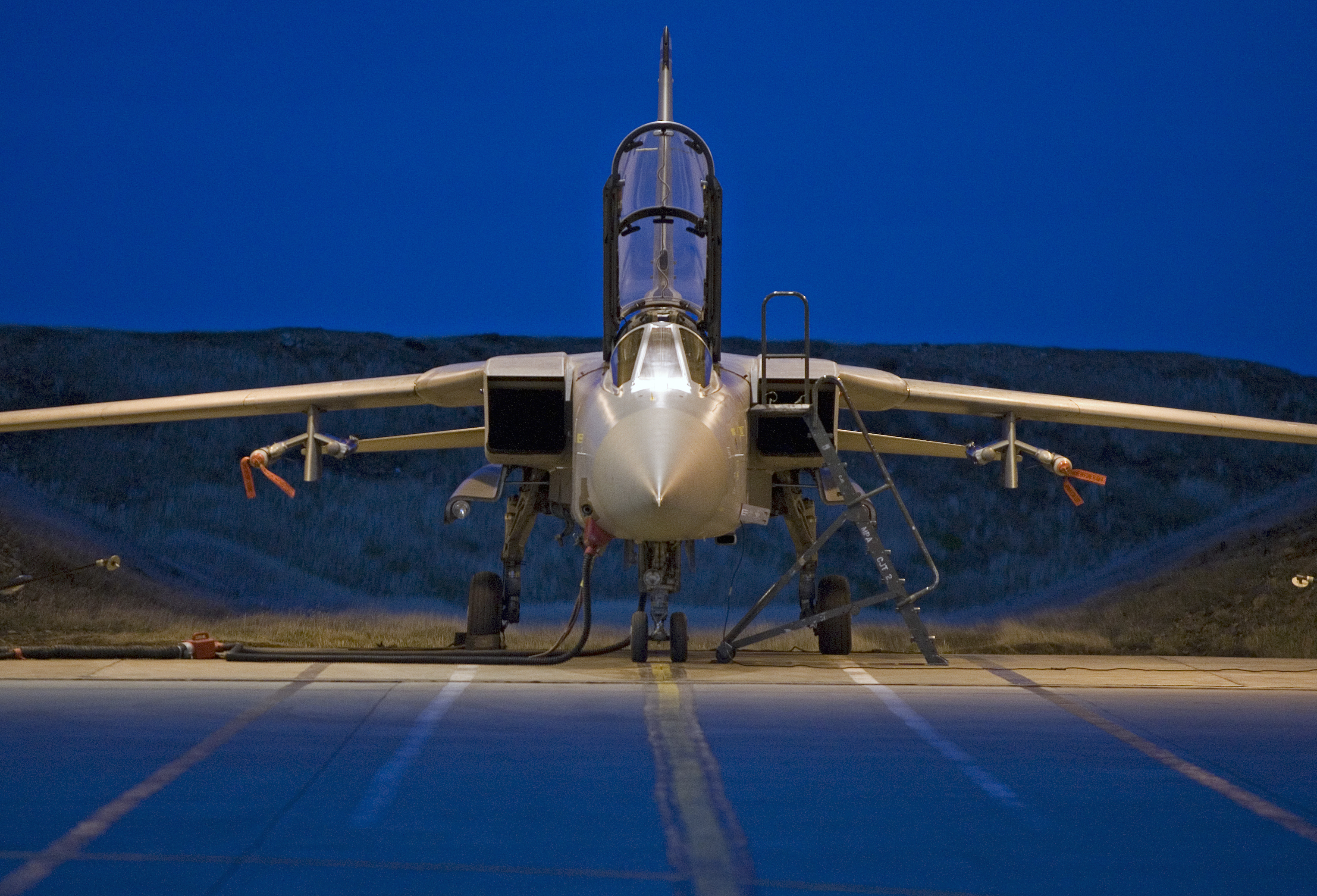
Un Tornado F3 ADV en Quick Reaction Alert sur le piste de Mount Pleasant en 2007.

Quatre McDonnell Douglas F-4 Phantom II de la No. 1435 Flight RAF reconstitué le 1er novembre 1988 occupent la base jusqu'en 1992, quand ils sont remplacés par des Panavia Tornado ADV, qui sont eux-mêmes remplacés par des Eurofighter Typhoon en septembre 2009. Ces avions de chasses sont d'abord accompagnés d'avions de transport C-130 et, depuis 1996, de Vickers VC10. Ils assurent des missions de transport, de recherche et sauvetage et de patrouille maritime.

## Compagnies et destinations
| Compagnies  | Destinations                                                             |
| ----------- | ------------------------------------------------------------------------ |
| AirTanker   | Charter : RAF Brize Norton                                               |
| LATAM Chile | Punta Arenas, Rio Gallegos-N. Fernández, Santiago du Chili-A.-M.-Benítez |
| Buzz        | Charter : Sal-A. Cabral                                                  |

Édité le 07/04/2018

## Sources
- (en) « Mémoires à propos de la construction de la base » (consulté le 18 février 2016)
- (en) James Rogers et Luis Simon, « THE STATUS AND LOCATION OF THE MILITARY INSTALLATIONS OF THE MEMBER STATES OF THE EUROPEAN UNION AND THEIR POTENTIAL ROLE FOR THE EUROPEAN SECURITY AND DEFENCE POLICY (ESDP) », Parlement européen, 2009 (consulté le 18 février 2016)
- (en) « Mount Pleasant », World Aero Data (consulté le 18 février 2016)